# エヴァズ郡
エヴァズ郡（ペルシア語: شهرستان اوز）とは、イランのファールス州の郡である。郡中心市はエヴァズ。2016年当時の人口は19,987人、5,273世帯。
2018年にラーレスターン郡のエヴァズ地区が昇格して設立された郡であり、郡はそれぞれ2つの農村地区を含む2つの地区に区画され、エヴァズが郡中心市に定められた。郡の設立後、郡内のBid Shahr村とKureh村が新たに市に昇格した。

## 言語
エヴァズ郡では古代ペルシア語の方言に起源があるラル語が話されている。エヴァズ郡の住民の大部分はスンナ派イスラム教を信仰しているが、スンナ派の信仰者はイラン全体では少数派である。